# Paros
Paros (en grec: Πάρος) és una illa grega que pertany a l'arxipèlag de les Cíclades; està situada a l'oest de Naxos, separada per un canal d'uns vuit quilòmetres. Té una població d'uns 14.000 habitants i una superfície d'uns 194 km².
Actualment, Paros és una destinació turística de renom. Antigament, Paros fou famosa pel seu marbre blanc. Administrativament formava part de l'antiga i ja desapareguda prefectura de les Cíclades, però des de l'1 de gener de 2011 és una de les 74 unitats perifèriques de Grècia després de la divisió de l'antiga prefectura.

## Història

### Antiguitat
Segons el mite, els habitants de Paros procedien d'Arcàdia i de Creta; concretament, el seu fundador hauria estat un heroi anomenat Paros i originari de Parràsia, una regió arcàdia. Tot i així, els paris eren de raça jònia, a diferència dels cretencs (doris) i els arcadis.
Paros constituïa una polis amb nucli urbà situat sota la capital actual, Parikia. Addicionalment, hi havia altres poblacions, aparentment constitutives de la mateixa polis, a jutjar per les restes arqueològiques localitzades: una fortificació vora la població de Naüssa, una altra a Oikonomos, una acròpolis a Kukunariés, la localitat d'Híria (Ὑρίη), vora l'actual Màrmara; la de Mirrínees, a Piskopiana; un port a Drios; i les localitats de localització desconeguda de Marpessa i Temènion.
Al segle viii aC, Paros s'expandí comercialment i fundà diverses colònies. Així, cap al 708 aC, contribuí a la fundació de Pàrion (Àsia Menor), juntament amb els milesis i els eritreus, i una mica més tard també fundà una colònia a Tasos sota el comandament de Telèsicles, pare del poeta Arquíloc (que era natural de Paros), que hi envià uns cent homes; les relacions entre Tasos i Paros es perllongaren fins a final del segle vi aC. Més tard, al segle iv aC també fundarien la colònia de Faros, a l'illa homònima (avui Croàcia).
En època arcaica, Paros tengué una sèrie d'enfrontaments bèl·lics amb Naxos en un conflicte tant per terra com per mar. Al començament de les guerres Mèdiques, fou envaïda pels perses, i envià de la seva part una nau a la batalla de Marató. Com a càstig, fou assolada per la flota atenesa dirigida per Milcíades, que va demanar un tribut de cent talents, però la ciutat va resistir i va obligar els atenesos a retirar-se després de 26 dies de setge. Al temple de Demetri a Paros, l'almirall Milcíades va rebre la ferida de la qual va morir. Després de la batalla d'Artemísion, l'illa, que continuava aliada a Pèrsia, va observar neutralitat a l'espera dels esdeveniments. Temístocles els va imposar un tribut al final de la guerra i va entrar a la Lliga de Delos, on pagava el tribut més alt de totes les illes (trenta talents).
El govern democràtic, dirigit per una assemblea, fou substituït per un govern oligàrquic en temps de la guerra del Peloponnès; l'any 410 aC, el general atenès Teràmenes va restaurar la democràcia. El 387 aC va entrar a la nova confederació atenesa. El 357 aC es va separar de la confederació i va perdre importància política. Després de la mort d'Alexandre el Gran va dependre uns anys dels Ptolemeus.

### Edat mitjana
Va passar a l'Imperi Romà d'Orient el 395. Al segle ix i x va patir diverses incursions àrabs, les principals procedents de l'emirat de Creta, destacant les del 837 (dirigida per Nisr) i la del 904 (dirigida pel renegat grec de Tessalònica, Lleó de Trípoli).
Després del 1204, amb la caiguda de Constantinoble en la Quarta Croada, l'illa, amb moltes altres, fou assignada a Venècia i formà part del Ducat de Naxos (1204-1566). Sota aquest poder va patir diversos atacs turcs (i alguns pirates cristians) a partir de l'inici del segle xv. El primer atac otomà el va dirigir l'almirall Çalil Bey en revenja perquè el duc de Naxos s'havia negat a reconèixer la sobirania del sultà Mehmet I (1413-1421) sobre la costa occidental d'Anatòlia. En 1389, Paros fou donada en dot a Maria Sanudo que es va casar amb Gaspar Sommaripa. Així a Paros hi governaven els Sommaripa mentre que els Loredano governaren Antiparos en feu quan fou donada en dot el 1446 a Maria Sommaripa que es va casar amb Giovanni Loredano el qual va construir el castell (després va passar als Pizanias fins al 1537); Gaspar va morir el 1426 i el va succeir el seu fill Crousinos o Crusino I Sommaripa (la seva germana Fiorenza Sommaripa estava casada amb Giacomo I Crispo, duc de Naxos); el govern de Crousinos Sommaripa fou l'edat d'or de l'illa. Va viure fins al 1462 i va deixar dos fills, Domenico Sommaripa, senyor de Paros i d'Andros, i Nicolò I Sommaripa, senyor de Paros i senyor del terç de Negrepont. Domenico va morir quatre anys després (1466) sense fills i el va succeir el seu germà Nicolò I que va governar fins vers el 1505. La seva filla Fiorenza Sommaripa, senyora de Paros, fou l'esposa de Joan Francesc Venier, consenyor de Cèrigo. A la mort de Fiorenza el 1518 la senyoria va passar al seu fill Nicolò Venier (el seu germà Sebastià Venier fou dux de Venècia). Nicolò va morir vers el 1530. Cecília Venier es va casar el 1531 amb Bernardo Sagredo que fou el darrer senyor. Es van fer diversos tractats entre Naxos i el sultà (1419, 1426, 1446 i 1454) que confirmaven la sobirania veneciana sobre el ducat i l'arxipèlag.

### Domini otomà
El 1490 els otomans (Baiazet II) van atacar els Sommaripa amb intenció d'eliminar-los però l'almirall venecià Capello va salvar l'illa; els Sommaripa van traslladar llavors la capital de Parikia (al nord-est) a la fortalesa oriental de Kephalos. Khayr al-Din Barba-rossa hi va fer una incursió en la seva expedició a les Cíclades el 1537. El darrer senyor de Paros, Sagredo, va rendir Kephalos el desembre de 1537 i sis mil habitants (incloent-hi els d'Antiparos) foren massacrats; molts presoners joves foren enviats a galeres i les dones joves als harems. Un tractat signat el 1540 reconeixia el domini otomà però l'illa tindria certa autonomia sota un Kapudan Pasha, i amb un poder llatí nominal que va subsistir fins al 1566. Les famílies locals principals (els Kondyali i els Mavrogenai) foren associats al govern. El 1566 l'illa fou annexionada i formà part del ducat concedit al jueu Josep Nasi, mort el 1579. El seu nom turc fou Para.
Llavors el sultà Murat III va concedir a l'illa diversos privilegis renovats per Ibrahim I el 1646. En aquest temps va dependre del sandjak de les Cíclades (capital Naxos, o Nakshe en otomà). Durant les guerres turco-venecianes als segles xvi i xvii l'illa va patir alguns atacs de pirates. Al segle xvii es van instal·lar a l'illa els caputxins i els jesuïtes, concretament al port fortificat de Naoussa al nord de l'illa. L'almirall venecià Mocenigo es va basar en el port de Dryo, a Paros, per atacar i derrotar els otomans que amenaçaven Creta (1651 o 1652) fent presoners a 5000 otomans. El 1666 o 1668 el kapudan pasha Mustafà Kaplan va derrotar els corsaris llatins que tenien base a Paros i va assolar Paroikia executant al cap local Kondyles i capturant a 400 persones; l'església de Ekatontapyliane (Nostra Senyora de les Cent Portes) fou saquejada; el 1674 l'illa fou assolada pel sardar d'Ak Deñiz (comandant de la mar Egea); el 1676/1677 una flota otomana que perseguia pirates europeus va saquejar Naoussa.
Al final del segle xvii l'administració local va quedar en mans d'un voivoda, dos kodja-hashis i un cadi, però no obstant se sap que el 1700 un magnat local, Constantó Kondyles, protegit per la Porta, va arribar a voivoda; acusat de donar suport als pirates, va ser deposat pel kapudan pasha Djanim Khodja, que el va fer executar (1716). Durant la Guerra Russo-Turca de 1768-1774 l'almirall Orlov va ocupar Paros (1770), Antiparos i Naxos i va utilitzar Naoussa com a base fins al 1774 quan les illes foren restituïdes a l'imperi per Tractat de Küçük Kaynarca, poc abans que s'hagués concretat la venda per part del sultà de les illes ocupades a França o Gran Bretanya.

### Edat contemporània
La misèria es va abatre sobre l'illa. El 1821 fou de les primeres a unir-se a la revolta grega. En l'acció destaquen Demetrakopoulos Delagramates i l'heroina Manto Mavrogenous. L'illa va patir alguns atacs pirates. El 1823 els cavallers de Malta van intentar conquerir Naxos, Paros i Antiparos al govern provisional grec, però no ho van reeixir. Finalment el 1830 l'illa de Paros fou reconeguda part del regne de Grècia pels otomans, el que fou confirmat pel tractat de Constantinoble de 1832.